# Tin-Tin Ho
Tin-Tin Ho (Westminster, Londen, 3 september 1998) is een Brits professioneel tafeltennisster. Zij speelt rechtshandig met de penhoudersgreep.
Zij nam namens haar land deel aan de Olympische Zomerspelen 2020 maar won daar geen medailles.